# Multivortex-Tornado
Ein Multivortex-Tornado ist ein Tornado, der aus mehreren kleineren Wirbeln besteht, die um ein gemeinsames Zentrum bzw. auch innerhalb eines gemeinsamen Zentrums kreisen. Multivortex-Tornados sind nicht zu verwechseln mit Zwillingstornados, wo jeder Wirbel ein eigenständiges Zentrum bildet und sich unabhängig vom anderen Wirbel entwickelt. Meist treten die Subwirbel in Gruppen von 2 bis 5 Wirbeln auf einmal auf, wobei jeder Wirbel meist nur weniger als eine Minute lang andauert. Die Wirbel innerhalb des Zentrums sind von außen oft nicht zu erkennen.

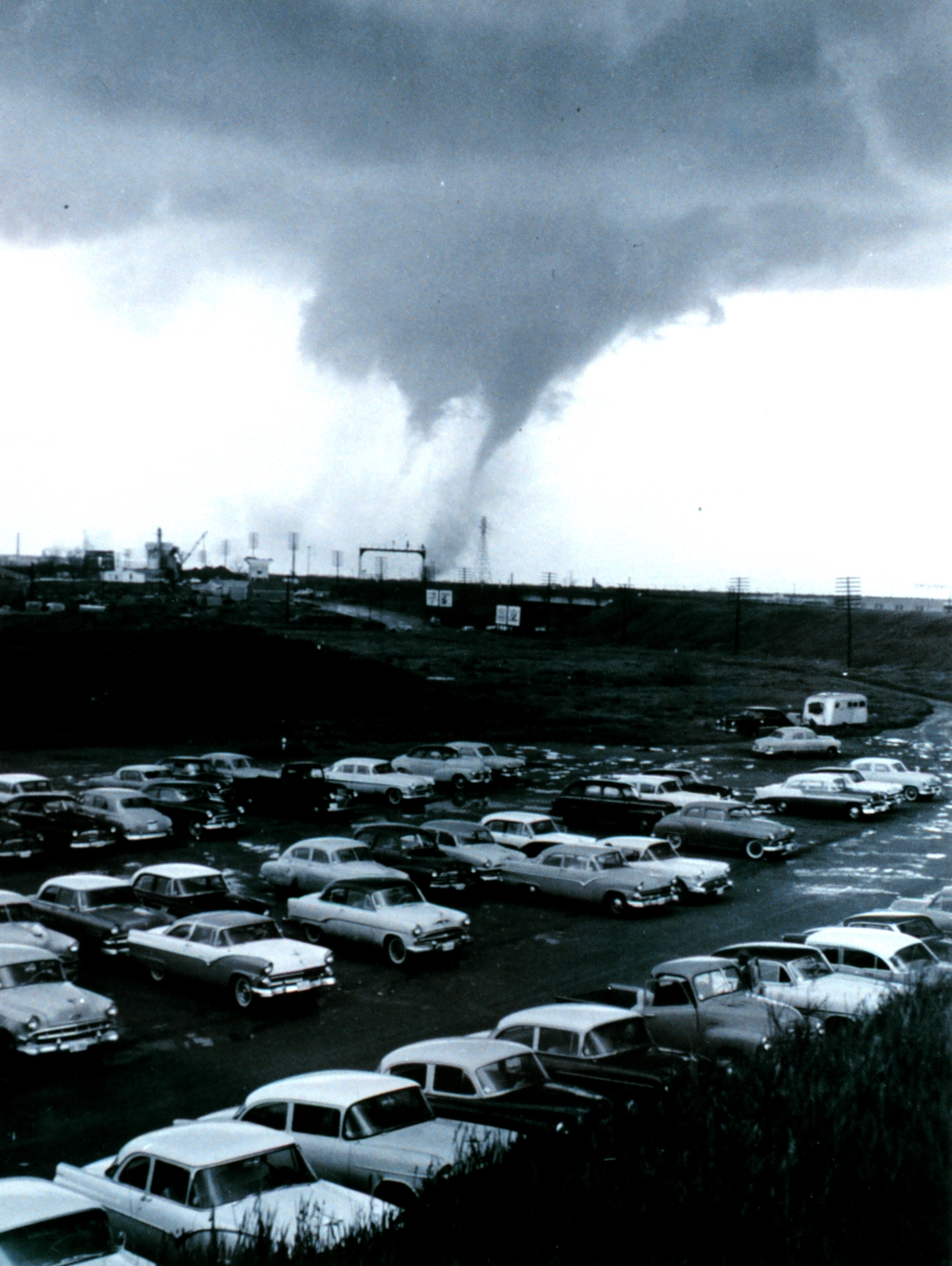
Multivortex-Tornado von Dallas, 1957

## Bekannte Multivortex-Tornados

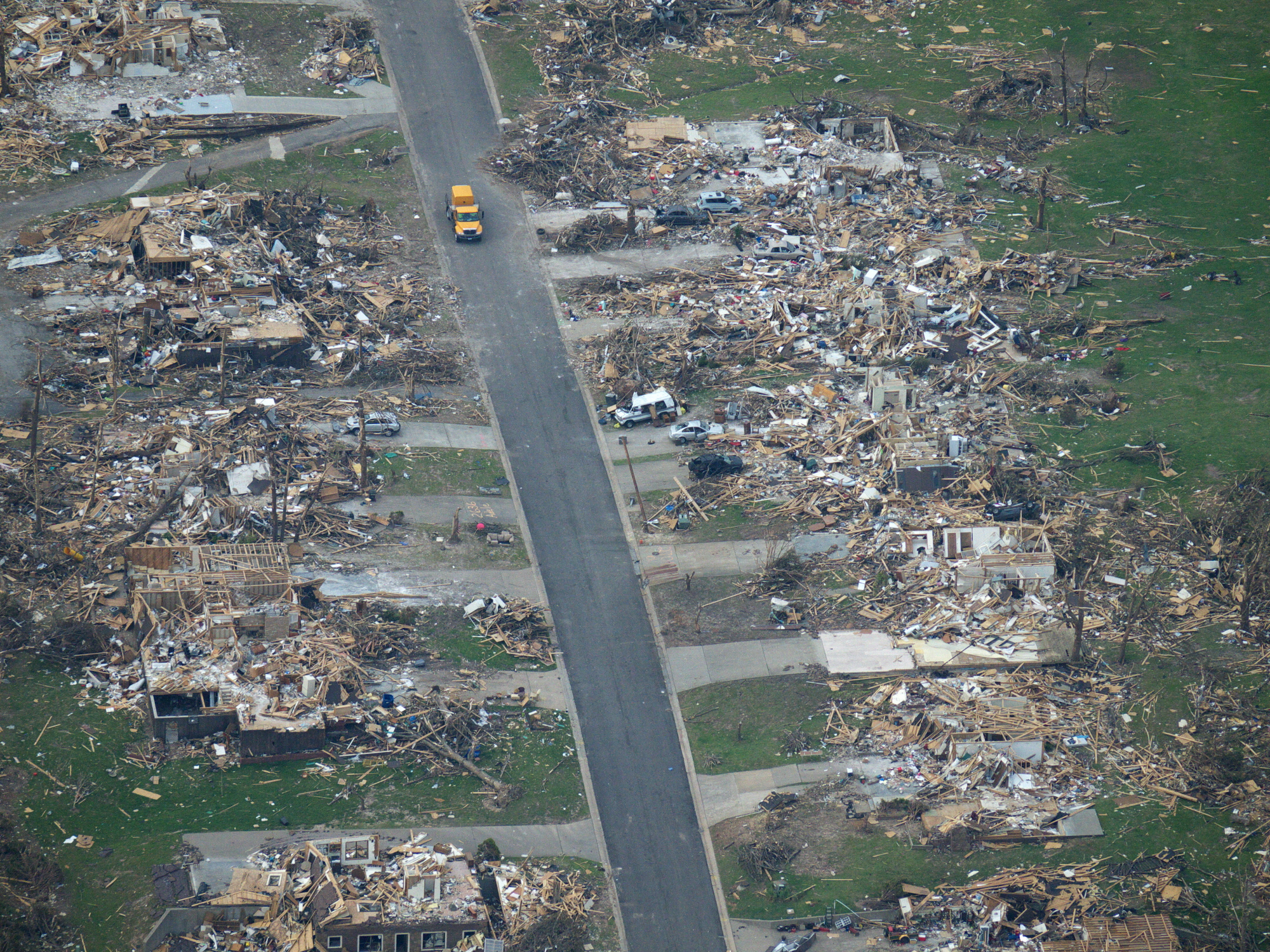
Zerstörung hervorgerufen durch den Joplin-Tornado von 2011.

| Datum        | Bezeichnung          | Stärke | Ort                                         | Beschreibung |
| ------------ | -------------------- | ------ | ------------------------------------------- | --- |
| 22. Mai 2011 | Joplin-Tornado 2011  | EF5    | Joplin, Missouri, U.S.A.                    | Am Nachmittag das 22. Mai 2011 fegte ein besonders zerstörerischer Multivortex-Tornado der Kategorie EF5 über die Stadt Joplin im U.S.-Bundesstaat Missouri, wo er 158 Todesopfer forderte. |
| 31. Mai 2013 | El Reno-Tornado 2013 | EF3    | El Reno und Oklahoma City, Oklahoma, U.S.A. | Ein populärer Fall eines Multivortex-Tornados war der El-Reno Tornado vom 31. Mai 2013 im U.S.-Bundesstaat Oklahoma, der zugleich mit rund 4,2 km der Tornado mit dem größten jemals gemessenen Durchmesser war. Der Tornado der Kategorie EF3 verursachte große Zerstörung und mehrere Todesopfer. Ein mobiles Doppler-Radar erfasste dabei ein Windmaximum von rund 475 km/h.                     |
| 5. Mai 2015  | Bützow-Tornado 2015  | F3     | Bützow, Mecklenburg-Vorpommern, Deutschland | Ein Multivortex-Tornado verwüstete Bützow in Mecklenburg-Vorpommern. Herumwirbelnde Trümmer verletzten etwa 30 Personen. Dieser Tornado erreichte vermutlich eine Stärke von F3 auf der Fujita-Skala. Am gleichen Tag gab es laut der European Severe Weather Database noch drei weitere Tornadoereignisse in Deutschland. Es war einer der bestdokumentierten Multivortex-Tornados in Deutschland. |